# Specie italiane di Allium
La voce elenca le specie di Allium della flora italiana e in particolare le specie alpine.

## Specie spontanee italiane
Per meglio comprendere ed individuare le varie specie del genere (solamente per le specie spontanee della flora italiana) l'elenco seguente utilizza in parte il sistema delle chiavi analitiche (vengono cioè indicate solamente quelle caratteristiche utili a distingue una specie dall'altra) tenendo conto degli studi più recenti sulla composizione di questo genere nel territorio italiano.

La forma biologica di tutte le specie elencate di seguito è geofita bulbosa (G bulb); mentre il ciclo biologico è perenne.
- SEZIONE A: i filamenti degli stami interni sono tricuspidati; la cuspide mediana è anterifera;

(In questa sezione sono presenti le specie del sottogenere Allium)
- Gruppo 1A: l'infiorescenza è del tipo a ombrella ed è bulbifera;

- Gruppo 2A: le foglie sono lineari-lanceolate a forma piana (larghe da 4 a 15 mm) e non sono fistolose;

- Allium sativum L. - Aglio comune: la spata è più lunga dell'infiorescenza; il colore dei fiori è bianco. L'altezza della pianta varia da 5 a 8 dm; il tipo corologico è Asia Centro-Occidentale; è una specie fondamentalmente coltivata negli orti; è diffusa (e comune) su tutto il territorio italiano fino ad una altitudine di 1500 m s.l.m.. È considerata una specie “esotica naturalizzata”.
- Allium scorodoprasum L. - Aglio romano: la spata è più corta dell'infiorescenza; il colore dei fiori è violetto-lillacino. L'altezza della pianta varia da 3 a 8 dm; il tipo corologico è Euri-Mediterraneo/Nord-Orientale; l'habitat tipico di queste piante sono le macerie e gli incolti aridi; è considerata rara con una distribuzione discontinua sul territorio italiano (nord e centro); vegeta fino ad una altitudine di 600 m s.l.m..

- Gruppo 2B: le foglie sono più o meno cilindriche e sono fistolose almeno nella parte basale;

- Allium sphaerocephalon L. - Aglio delle bisce: le foglie sono fistolose solo in basso; il colore dei fiori è violetto-lillacino. L'altezza della pianta varia da 3 a 9 dm; il tipo corologico è Paleo-Temperato; l'habitat tipico di queste piante sono i pendii rocciosi e gli incolti aridi, ma anche i vigneti; è considerata rara ma presente su tutto il territorio italiano fino ad una altitudine di 1900 m s.l.m..
- Allium vineale L. - Aglio delle vigne: le foglie sono interamente fistolose e sono solcate; il colore dei fiori è violetto-lillacino; l'infiorescenza spesso è priva di fiori. L'altezza della pianta varia da 3 a 10 dm; il tipo corologico è Euri-Mediterraneo; l'habitat tipico di queste piante sono i bordi dei coltivi, gli incolti aridi, ma anche i vigneti; è comune su tutto il territorio italiano fino ad una altitudine di 800 m s.l.m..

- Gruppo 1B: l'infiorescenza è del tipo a ombrella e non è bulbifera;

- Gruppo 3A: gli stami sono appena sporgenti dal perigonio e sono inclusi nello stesso;

- Allium rotundum L. - Aglio arrotondato: i bulbilli dell'infiorescenza sono piccoli e colorati di nero; i pedicelli centrali dell'infiorescenza sono più lunghi di quelli laterali; la lunghezza dei tepali è minore di 8 mm ed hanno una forma ovato-ellittica; il colore dei fiori è violetto-lillacino. L'altezza della pianta varia da 2 a 7 dm; il tipo corologico è Euri-Mediterraneo; l'habitat tipico di queste piante sono gli incolti, i campi, ma anche i vigneti; sul territorio italiano è presente al nord e al centro fino ad una altitudine di 800 m s.l.m..
- Allium acutiflorum Loisel. - Aglio occidentale: i bulbilli dell'infiorescenza sono grandi e non sono colorati di nero; i pedicelli centrali dell'infiorescenza sono più o meno tutti uguali; la lunghezza dei tepali è maggiore di 8 mm ed hanno una forma acuta; il colore dei fiori è rosso-violaceo. L'altezza della pianta varia da 2 a 4 dm; il tipo corologico è Steno-Mediterraneo Occidentale; l'habitat tipico di queste piante sono gli incolti aridi e le garighe; è una specie rara e si trova solo in Liguria fino ad una altitudine di 800 m s.l.m..

- Gruppo 3B: gli stami sporgono visibilmente dal perigonio;

- Gruppo 4A: le foglie sono piane (larghe 4 – 20 mm) e sono più o meno carenate;

- Allium commutatum Guss. - Aglio delle isole: i filamenti degli stami sono tricuspidati; la spata dell'infiorescenza è lungamente cuspidata; i bulbilli sotterranei hanno una dimensione di 7 – 30 mm e una forma ovoide; i tepali più interni sono irregolarmente seghettati. L'altezza della pianta varia da 4 a 20 dm; il tipo corologico è Steno-Mediterraneo Orientale; l'habitat tipico di queste piante sono i litorali sabbiosi o anche rocciosi; è una specie rara e si trova nelle isole e al sud fino ad una altitudine di 400 m s.l.m..
- Allium atroviolaceum Boiss. - Aglio viola-scuro: le tuniche del bulbo sono reticolato-fibrose; il perigonio ha una forma suburceolato-globosa;  il colore dei fiori è violetto-porporino scuro. L'altezza della pianta varia da 6 a 12 dm; il tipo corologico è Euri-Mediterraneo Turanico; l'habitat tipico di queste piante sono gli incolti aridi e lungo le strade; è una specie rara e si trova solo in Puglia fino ad una altitudine di 300 m s.l.m..
- Allium ampeloprasum L. - Porraccio: le tuniche del bulbo sono intere; il colore dei fiori è roseo-violetto chiaro. L'altezza della pianta varia da 5 a 13 dm; il tipo corologico è Euri-Mediterraneo; l'habitat tipico di queste piante sono gli incolti aridi e i bordi dei campi; è presente su tutto il territorio italiano fino ad una altitudine di 1200 m s.l.m..

- Gruppo 4B: le foglie sono o cilindriche o carenato-trigone larghe circa fino a 4 - 5 mm;

- Gruppo 5A: le foglie sono completamente fistolose; l'infiorescenza è una ombrella lassa e irregolare;

- Allium vineale L. - Aglio delle vigne: vedere Sezione A - Gruppo 2B.

- Gruppo 5B: le foglie sono in parte fistolose; l'infiorescenza è una ombrella più o meno contratta;

- Allium amethystinum Tausch - Aglio ametistino: il bulbo sotterraneo e singolo; le foglie hanno una forma carenato-trigona; i fiori centrali dell'infiorescenza sono eretti con pedicelli allungati; il colore dei fiori è porporino. L'altezza della pianta varia da 5 a 12 dm; il tipo corologico è Orofita Euri-Mediterraneo; l'habitat tipico di queste piante sono gli incolti aridi e i campi; è una specie rara ed è presente in modo discontinuo dal nord al sud (fino in Sicilia) fino ad una altitudine di 1200 m s.l.m..

- Gruppo 6A: le tuniche esterne del bulbo si dissolvono in fibre parallele; le foglie sono filiformi e scanalate;

- Allium sardoum Moris - Aglio di Sardegna: il colore dei fiori è bianco-verdastro. L'altezza della pianta varia da 3 a 8 dm; il tipo corologico è Steno Mediterraneo; l'habitat tipico di queste piante sono i pascoli incolti e aridi; è una specie rara ed è presente solo al sud e nelle isole fino ad una altitudine di 800 m s.l.m..

- Gruppo 6B: le tuniche esterne del bulbo sono intere; le foglie sono lineari e fistolose almeno alla base;

- Allium arvense Guss. - Aglio dei campi: il colore dei fiori è bianco-verdastro. L'altezza della pianta varia da 3 a 6 dm; il tipo corologico è Eurasiatico Temperato; l'habitat tipico di queste piante sono gli incolti aridi; è una specie rara ed è presente solo al sud e in Sicilia fino ad una altitudine di 1800 m s.l.m..
- Allium sphaerocephalon L. - Aglio delle bisce: l'infiorescenza è del tipo a ombrella sferica; il bulbo sotterraneo non ha bulbilli; vedere Sezione A - Gruppo 2B.
- Allium amethystinum Tausch - Aglio ametistino: il bulbo sotterraneo e singolo; i fiori centrali dell'infiorescenza sono eretti con pedicelli allungati; vedi Sezione A – Gruppo 5B.

- SEZIONE B: non è presente un rizoma alla base del bulbo; i filamenti degli stami interni sono semplici, eventualmente possono essere brevemente dentati;

(In questa sezione sono presenti specie dei sottogeneri Amerallium e Melanocrommyum)
- Allium chamaemoly L. - Aglio minuscolo: lo scapo è brevissimo; il colore dei fiori è bianco. L'altezza della pianta varia da 1 a 4 cm; il tipo corologico è Steno-Mediterraneo; l'habitat tipico di queste piante sono le garighe e i prati fra le macchie; è una specie rara ed è presente solo al sud e nelle isole fino ad una altitudine di 600 m s.l.m..

- Gruppo 1A: lo scapo è trigono (a sezione triangolare) e lungo; le foglie sono piane larghe da 4 mm a 80 mm;

- Allium neapolitanum Cyr. - Aglio napoletano: lo scapo è formato da due angoli acuti e uno ottuso; il colore dei fiori è bianco. L'altezza della pianta varia da 2 a 4 dm; il tipo corologico è Steno-Mediterraneo; l'habitat tipico di queste piante sono i muri, le vigne, gli oliveti in zone umide e ombrose; è una specie comune in tutta la penisola fino ad una altitudine di 800 m s.l.m..
- Allium triquetrum L. - Aglio triquetro: i tepali hanno un nervo centrale verde; il colore dei fiori è bianco. L'altezza della pianta varia da 1 a 3 dm; il tipo corologico è Steno-Mediterraneo Occidentale; l'habitat tipico di queste piante sono i luoghi umidi e ombrosi; è una specie rara e si trova al centro e al sud (isole comprese) fino ad una altitudine di 600 m s.l.m..
- Allium pendulinum Ten. - Aglio pendulo: i tepali hanno tre nervi verdi (quello mediano è più lungo); il colore dei fiori è bianco. L'altezza della pianta varia da 1 a 2 dm; il tipo corologico è Steno-Mediterraneo Occidentale; l'habitat tipico di queste piante sono i boschi, ambienti umidi e ombrosi; è una specie rara e si trova al centro e al sud (isole comprese) fino ad una altitudine di 800 m s.l.m..

- Gruppo 1B: lo scapo è lungo ed è più o meno cilindrico; le foglie sono piane larghe da 4 mm a 80 mm;

- Gruppo 2A: le foglie sono larghe da 20 a 80 mm;

- Gruppo 3A: le piante non molto alte (2 – 4 dm); le foglie (in numero di 2) hanno una forma ovato-lanceolate e sono picciolate; i tepali sono bianchi;

- Allium ursinum L. - Aglio orsino: il colore dei fiori è bianco. L'altezza della pianta varia da 2 a 4 dm; il tipo corologico è Eurasiatico Temperato; l'habitat tipico di queste piante sono i boschi di latifoglie e vallecole umide e ombrose; è comune e si trova in tutta Italia fino ad una altitudine di 800 m s.l.m..

- Gruppo 3B: le piante sono più alte (3 – 12 dm); le foglie (da 2 a 4) hanno una forma lanceolato-nastriforme e non sono picciolate; i tepali sono arrossati;

- Allium nigrum L. - Aglio maggiore: i tepali hanno una forma oblunga con apice ottuso; il colore dei fiori è roseo o bianchiccio. L'altezza della pianta varia da 5 a 10 dm; il tipo corologico è Steno-Mediterraneo; l'habitat tipico di queste piante sono i campi, le vigne e gli uliveti; è comune e si trova al centro e al sud (isole comprese) fino ad una altitudine di 1000 m s.l.m..
- Allium cyrilli Ten. - Aglio di Cirillo: i tepali hanno una forma strettamente lineare con apice acuto; il colore dei fiori è verdognolo o porporino. L'altezza della pianta varia da 3 a 8 dm; il tipo corologico è Steno-Mediterraneo Orientale; l'habitat tipico di queste piante è nei coltivi; è una specie rara e si trova solo in Puglia fino ad una altitudine di 600 m s.l.m..

- Gruppo 2B:  le foglie sono larghe al massimo 20 mm;

- Gruppo 4A: le foglie sono 3; i tepali sono bianchi e rosati sulla carena;

- Allium trifoliatum Cyr. - Aglio a tre foglie: l'altezza della pianta varia da 1 a 2 dm; il tipo corologico è Steno-Mediterraneo Orientale; l'habitat tipico di queste piante gli incolti aridi; è una specie rara e si trova in Italia del sud fino ad una altitudine di 800 m s.l.m..

- Gruppo 4B:  i tepali sono bianchi o rosei;

- Allium subvillosum Salzm. - Aglio subvilloso: gli stami sono più o meno lunghi come i tepali; il colore dei fiori è bianco candido. L'altezza della pianta varia da 1 a 3 dm; il tipo corologico è Steno-Mediterraneo; l'habitat tipico di queste piante sono le sabbie marittime, le macchie e le garighe; è una specie rara e si trova in Sicilia fino ad una altitudine di 200 m s.l.m..
- Allium roseum L. - Aglio roseo: le foglie sono glabre o dentate finemente; la forma dei tepali è ovata; il colore dei fiori è roseo. L'altezza della pianta varia da 3 a 5 dm; il tipo corologico è Steno-Mediterraneo; l'habitat tipico di queste piante sono le garighe e i prati aridi; si trova in tutta Italia (esclusa la Pianura Padana e le Alpi) fino ad una altitudine di 700 m s.l.m..
- Allium subhirsutum L. - Aglio pelosetto: le foglie sono cigliate e raramente sono glabre; la forma dei tepali è ellittico-lanceolata con apice acuto; il colore dei fiori è bianco candido. L'altezza della pianta varia da 2 a 5 dm; il tipo corologico è Steno-Mediterraneo; l'habitat tipico di queste piante sono i prati aridi, gli incolti, le garighe e i prati aridi; si trova in modo particolare sulla costa tirrenica fino ad una altitudine di 600 m s.l.m..

- SEZIONE C: non è presente un rizoma alla base del bulbo; le foglie sono più o meno cilindriche (o al massimo piane larghe 2 –3 mm); i filamenti degli stami interni sono semplici, eventualmente possono essere brevemente dentati;

(In questa sezione sono presenti specie dei sottogeneri Cepa e Allium)
- Gruppo 1A: i fusti sono grossi e fistolosicon pareti sottili; le foglie sono fistolose e più o meno erette; in questo gruppo le piante sono spesso coltivate;

- Gruppo 2A: sia le foglie che lo scapo hanno un diametro di 5 – 10 mm; lo scapo ha una forma gonfiato-fusiforme;

- Allium fistulosum L. - Cipolla d'inverno: il rigonfiamento dello scapo è a metà scapo; i tepali sono ineguali di 6 – 8 mm; i filamenti degli stami sono uniformi; lo stilo è robusto; il colore dei fiori è bianco-giallo verdastro. L'altezza della pianta varia da 3 a 10 dm; il tipo corologico è Siberiano; è una pianta tipicamente coltivata, e raramente si può trovare allo stato spontaneo; è comune nell'Italia del nord e al centro fino ad una altitudine di 1000 m s.l.m.. È considerata una specie “esotica naturalizzata”.
- Allium cepa L. - Cipolla: il rigonfiamento dello scapo è a metà scapo; i tepali sono sub-uguali di 4 – 5 mm; i filamenti degli stami sono allargati alla base; lo stilo è sottile; il colore dei fiori è biancastro. L'altezza della pianta varia da 6 a 15 dm; il tipo corologico è Ovest-Asiatico; è una pianta tipicamente coltivata, e raramente si può trovare allo stato spontaneo; è comune in tutta Italia fino ad una altitudine di 1600 m s.l.m.. È considerata una specie “esotica naturalizzata”.

- Gruppo 2B: le foglie e lo scapo sono sottili; la forma dello scapo è cilindrico (non rigonfiato);

- Allium schoenoprasum L. - Erba cipollina: gli stami sono inclusi nel perigonio e non hanno i filamenti dentati; l'infiorescenza non è bulbifera; il colore dei fiori è porporino-lillacino o bianchiccio. L'altezza della pianta varia da 25 a 50 cm; il tipo corologico è Circumboreale; l'habitat tipico di queste piante sono i prati i prati umidi e torbosi; è comune al nord e al centro della penisola italiana fino ad una altitudine compresa tra 600 e 2600 m s.l.m..

- Gruppo 1B: i fusti sono sottili in parte fistolosi con pareti robuste; le foglie sono quasi sempre fistolose o semi-cilindriche (raramente piane) a portamento sub-eretto;

- Gruppo 3A: la spata ha una sola valva;

- Allium cupanii Rafin. - Aglio di Cupani: il colore dei fiori è rosa-porporino. L'altezza della pianta varia da 1 a 3 dm; il tipo corologico è Nord Est Mediterraneo; l'habitat tipico di queste piante sono gli incolti aridi; è considerata specie rara e si trova solo al sud della penisola italiana fino ad una altitudine compresa tra 600 e 1950 m s.l.m..

- Gruppo 3B: la spata è del tipo a bi-tri-valve;

- Gruppo 4A: le valve della spata sono più brevi dell'infiorescenza;

- Gruppo 5A: i tepali all'apice sono ottusi;

- Allium obtusiflorum DC. - Aglio marittimo: il colore dei fiori è bianco. L'altezza della pianta varia da 5 a 15 cm; il tipo corologico è Subendemico; l'habitat tipico di queste piante sono gli incolti sassosi presso il mare; si trova solo in Sicilia.

- Gruppo 5B: i tepali all'apice sono acuti;

- Allium parciflorum Viv. - Aglio paucifloro: lo scapo è avvolto fin oltre la metà da guaine fogliari; le valve della spata alla base formano una guaina cilindrica; il colore dei fiori è rosa-porporino. L'altezza della pianta varia da 1 a 3 dm; il tipo corologico è Endemico; l'habitat tipico di queste piante sono i pascoli pietrosi e ambienti aridi; è considerata specie rara e si trova solo in Sardegna (e Corsica) fino ad una altitudine di 1700 m s.l.m..
- Allium moschatum L. - Aglio moscato: il bulbo è ricoperto da abbondanti tuniche fibrose; lo scapo è avvolto da guaine fogliari solo nella parte basale; le valve (sono due) della spata sono ben divise; le foglie hanno una forma filiforme e sono larghe al massimo 1 mm; il colore dei fiori è bianchiccio o roseo. L'altezza della pianta varia da 5 a 30 cm; il tipo corologico è Sud Est Europeo; l'habitat tipico di queste piante sono le macchie e i prati aridi; è considerata specie rara e in Italia ha una distribuzione discontinua tra il nord e il sud fino ad una altitudine di 1200 m s.l.m..
- Allium schoenoprasum L. - Erba cipollina: il bulbo è ricoperto da abbondanti tuniche intere; lo scapo è avvolto da guaine fogliari solo nella parte basale; le valve (sono due-tre) della spata sono ben divise; le foglie hanno una forma cilindrica o sub-cilindrica e sono fistolose; vedi Sezione C Gruppo 2B.

- Gruppo 4B: almeno una valva della spata è lunga come o più dell'infiorescenza;

- Gruppo 6A: il colore dei fiori è più o meno giallo;

- Allium flavum L. - Aglio giallo: le foglie hanno una colorazione glauca; l'infiorescenza è multiflora; il colore dei fiori è giallo. L'altezza della pianta varia da 2 a 4 dm; il tipo corologico è Euri-Mediterraneo; l'habitat tipico di queste piante sono le macchie e garighe, ma anche pendii sassosi ; in Italia si trova soprattutto al sud ma con qualche presenza anche al nord (Liguria) fino ad una altitudine compresa tra 300 e 2000 m s.l.m..
- Allium nebrodense Guss. - Aglio dei Nebrodi: le foglie hanno una colorazione normalmente verde; l'infiorescenza è pauciflora; il colore dei fiori è giallo-bruno. L'altezza della pianta varia da 12 a 17 cm; il tipo corologico è Endemico; l'habitat tipico di queste piante sono i pascoli aridi e i pendii sassosi di tipo arenaceo; è una specie endemica della Sicilia e si trova fino ad una altitudine compresa tra 1600 e 1900 m s.l.m..

- Gruppo 6B: il colore dei fiori non è giallo;

- Gruppo 7A: l'infiorescenza è priva di bulbilli;

- Gruppo 8A: gli stami sporgono oltre il perigonio;

- Allium carinatum L. - Aglio delle streghe: il colore dei fiori è roseo-porporino. L'altezza della pianta varia da 3 a 6 dm; il tipo corologico è Submediterraneo - Subatlantico; l'habitat tipico di queste piante sono i pascoli e incolti aridi; è comune al nord Italia fino ad una altitudine di 1500 m s.l.m..

- Gruppo 8B: gli stami non sporgono dal perigonio;

- Gruppo 9A: i tepali all'apice sono acuti; il perigonio ha una forma tubulosa-campanulata;

- Allium tenuiflorum Ten. - Aglio a fiori sottili: il colore dei fiori è bianco-roseo. L'altezza della pianta varia da 15 a 30 cm; il tipo corologico è Steno-Mediterraneo; l'habitat tipico di queste piante sono i prati e incolti aridi; è comune al centro e al sud dell'Italia fino ad una altitudine di 1500 m s.l.m..

- Gruppo 9B: i tepali all'apice sono ottusi; il perigonio ha una forma semplicemente tubulosa;

- Allium pallens L. - Aglio di Coppoler: i tepali sono lunghi 4 – 5 mm e sono mucronati; i fiori hanno dei pedicelli neri; il colore dei fiori è bianco. L'altezza della pianta varia da 30 a 45 cm; il tipo corologico è Steno-Mediterraneo; l'habitat tipico di queste piante sono le zone aride e i vigneti; è comune al centro e al sud dell'Italia (isole comprese) fino ad una altitudine di 1200 m s.l.m..
- Allium paniculatum L. - Aglio a pannocchia: i tepali sono lunghi 5 – 8 mm arrotondati all'apice; il colore dei fiori è roseo-porporino fino a bruniccio. L'altezza della pianta varia da 2 a 6 dm; il tipo corologico è Paleo-Temperato; l'habitat tipico di queste piante sono gli incolti aridi e i vigneti; è comune in tutta Italia fino ad una altitudine di 1500 m s.l.m..

- Gruppo 7B: l'infiorescenza è bulbifera;

- Allium carinatum L. - Aglio delle streghe: gli stami sono molto sporgenti dal perigonio; vedi Sezione C Gruppo 8A.
- Allium oleraceum L. - Aglio selvatico: gli stami non sporgono dal perigonio; il colore dei fiori è roseo, verdiccio o bruniccio. L'altezza della pianta varia da 2 a 9 dm; il tipo corologico è Eurasiatico-Temperato; l'habitat tipico di queste piante sono gli incolti aridi, i pendii soleggiati e i vigneti; è rara e si trova nell'Italia del nord (e centro) fino ad una altitudine di 1800 m s.l.m..

- SEZIONE D: alla base del bulbo è presente un rizoma; i filamenti degli stami interni sono semplici, eventualmente possono essere brevemente dentati;

(In questa sezione sono presenti specie dei sottogeneri Anguinum, Amerallium, Polyprason, Rhizirideum, Cepa e Reticulatobulbosa)
- Gruppo 1A: le foglie hanno una forma ovato-oblunga e sono larghe 20 – 80 mm;

- Allium victorialis L. - Aglio serpentino: il colore dei fiori è bianco-giallastro. L'altezza della pianta varia da 2 a 6 dm; il tipo corologico è Circumboreale; l'habitat tipico di queste piante sono i pascoli magri e le zone a cespuglietti; è rara e si trova solo nell'Italia del nord fino ad una altitudine compresa fra 1500 e 2500 m s.l.m..

- Gruppo 1B: le foglie hanno una forma lineare e sono larghe fino a 8 mm;

- Gruppo 2A: gli stami sono ½ - ½ più corti del perigonio; il perigonio è lungo 10 – 15 mm;

- Allium insubricum Boiss. & Reuter - Aglio d'Insubria: il bulbo è circondato da poche tuniche a struttura intera; le foglie hanno un colore glauco; i fiori hanno un portamento pendulo; il colore dei fiori è roseo-carnicino. L'altezza della pianta varia da 15 a 25 cm; il tipo corologico è Endemico; l'habitat tipico di queste piante sono i pendii erbosi; è rara ed è un endemismo delle Prealpi Lombarde ad una altitudine compresa fra 1200 e 2100 m s.l.m..
- Allium narcissiflorum Boiss. & Reuter - Aglio piemontese: il bulbo è circondato lassamente da molte tuniche a struttura reticolato-fibrosa; le foglie hanno sono colorate normalmente di verde; i fiori hanno un portamento pendulo (solo nella fase iniziale dell'antesi); il colore dei fiori è roseo-porporini. L'altezza della pianta varia da 1 a 4 dm; il tipo corologico è Endemico; l'habitat tipico di queste piante sono i pendii sassosi a substrato calcareo; è molto rara e si trova solo nelle Alpi Occidentali ad una altitudine compresa fra 1500 e 2600 m s.l.m..

- Gruppo 2B: gli stami sono lunghi più o meno come il perigonio; il perigonio è lungo meno di 9 mm;

- Gruppo 3A: i fiori sono colorati più o meno di giallo;

- Allium ericetorum Thore - Aglio giallastro: il colore dei fiori è giallo-bianco con screziature rosate. L'altezza della pianta varia da 15 a 35 cm; il tipo corologico è Illirico - Appenninico; l'habitat tipico di queste piante sono le rupi e i prati aridi su substrato calcareo; è rara e si trova in parte nelle Alpi e in parte negli Appennini settentrionali ad una altitudine compresa fra 200 e 1800 m s.l.m..

- Gruppo 3B: i fiori non sono colorati di giallo;

- Gruppo 4A: la parte sotterranea della pianta è dotata di un rizoma orizzontale o obliquo; la sezione del fusto è angolosa;

- Allium angulosum L. - Aglio angoloso: le foglie hanno una forma carenato-trigona; gli stami sono più o meno uguali al perigonio; il colore dei fiori è giallo-bianco con screziature rosate. L'altezza della pianta varia da 2 a 5 dm; il tipo corologico è Euro-Siberiano; l'habitat tipico di queste piante sono i prati umidi; è rara e si trova al nord fino ad una altitudine di 800 m s.l.m..
- Allium lusitanicum Lam. - Aglio montano: le foglie hanno una forma piana; gli stami sporgono oltre al perigonio; il colore dei fiori è roseo forte. L'altezza della pianta varia da 1 a 3 dm; il tipo corologico è Sud Europeo- Sud Siberiano; l'habitat tipico di queste piante sono i prati aridi di tipo steppico su substrato calcareo; è comune al nord e rara al sud e si trova fino ad una altitudine di 1500 m s.l.m..

- Gruppo 4B: la parte sotterranea della pianta è dotata di un breve rizoma verticale; la sezione del fusto è cilindrica;

- Gruppo 5A: i filamenti degli stami interni sono allargati; i bulbi sono circondati da tuniche completamente reticolato-fibrose;

- Allium strictum Schrad. - Aglio sottile: il colore dei fiori è roseo. L'altezza della pianta varia da 2 a 5 dm; il tipo corologico è Orofita - Eurasiatico; l'habitat tipico di queste piante sono i pendii pietrosi soleggiati su substrato siliceo; è rara e si trova nelle Alpi fino ad una altitudine compresa tra 1500 e 2500 m s.l.m..

- Gruppo 5B: i filamenti degli stami interni sono lineari; i bulbi sono circondati da tuniche (eventualmente) fibrose solo all'apice;

- Allium saxatile Bieb. - Aglio globoso: gli stami sporgono alquanto dal perigonio; almeno una spata dell'infiorescenza è più lunga di quest'ultima; il colore dei fiori è roseo. L'altezza della pianta varia da 1 a 3 dm; il tipo corologico è Nord Mediterraneo - Turanico; l'habitat tipico di queste piante sono i pendii calcari tipo macereti; è rara e si trova negli Appennini centrali ad una altitudine compresa tra 100 e 2000 m s.l.m..
- Allium suaveolens Jacq. - Aglio odoroso: gli stami sporgono poco dal perigonio; le valve della spata sono più corte dell'infiorescenza; il colore dei fiori è bianco-roseo. L'altezza della pianta varia da 2,5 a 5 dm; il tipo corologico è Sud Est Europeo; l'habitat tipico di queste piante sono le bassure umide e litorali sabbiosi; è rara e si trova in parte al nord ad una altitudine inferiore a 500 m s.l.m..

## Nuove specie presenti in Italia
Con le ultime ricerche sulla flora spontanea italiana sono state individuate alcune nuove specie, in maggioranza endemiche:

- Allium aethusanum Garbari - Aglio di Favignana : endemica della Sicilia.
- Allium agrigentinum Brullo & Pavone - Aglio di Agrigento: endemica della Sicilia.
- Allium anzalonei  Brullo, Pavone & Salmeri: endemica della Toscana e del Lazio.
- Allium apulum  Brullo, Guglielmo, Pavone & Salmeri: endemica della Puglia.
- Allium calabrum (N.Terrac.) Brullo, Pavone & Salmeri: endemica della Basilicata e Calabria.
- Allium castellanense (Garbari, Miceli & Raimondo) Brullo, Guglielmo, Pavone & Salmeri: endemica della Sicilia
- Allium dentiferum Webb & Berthel.: più o meno è presente su tutto il territorio italiano. Fino a poco tempo fa era conosciuta come Allium paniculatum L. var. paniculatum (ora sinonimo).
- Allium diomedeum  Brullo, Guglielmo, Pavone & Salmeri: endemica della Puglia.
- Allium franciniae Brullo & Pavone: endemica della Sicilia.
- Allium hemisphaericum (Sommier) Brullo - Aglio semisferico: endemica della Sicilia.
- Allium hirtovaginatum Kunth: sub-endemica della Sicilia (si trova anche in Grecia).
- Allium julianum Brullo, Gangale & Uzunov (2007): endemico della Calabria
- Allium lehmani Lojac. - Aglio di Lehman: endemica della Sicilia (e Calabria).
- Allium lopadusanum Bartolo, Brullo & Pavone - Aglio di Lampedusa: endemica della Sicilia.
- Allium moly L. - Aglio dorato: è presente in Toscana. Questa specie è citata anche da Sandro Pignatti nella sua Flora d'Italia, ma non viene considerata specie spontanea in quanto è una specie esotica (forse) naturalizzata.
- Allium ochroleucum Waldst. & Kit.: è presente in Italia del nord e centrale. Fino a poco tempo fa era considerato un sinonimo di Allium ericetorum Thore.
- Allium parciflorum Viv.: endemica della Sardegna e Corsica.
- Allium pentadactyli  Brullo, Pavone & Spamp.: endemica della Calabria.
- Allium permixtum Guss. :  endemica della Sicilia (segnalata un tempo, ma non più ritrovata).
- Allium phthioticum Boiss. & Heldr. - Aglio di Ftiotide:  è presente in Abruzzo.
- Allium porrum L. - Porro: è una forma coltivata derivata da Allium ampeloprasum L.; viene considerata esotica naturalizzata nel Friuli-Venezia Giulia.
- Allium savii Parl.: è presente in Toscana e Sardegna.

## Elenco specie spontanee alpine italiane
Delle 70 e più specie spontanee della flora italiana circa una trentina circa vivono sull'arco alpino. La tabella seguente mette in evidenza alcuni dati relativi all'habitat, al substrato e alla distribuzione di questi fiori relativamente allo specifico areale alpino.
| Specie                 | Comunità vegetali | Piani vegetazionali         | Substrato  | pH            | Livello trofico | H2O     | Ambiente             | Zona alpina                          |
| ---------------------- | ----------------- | --------------------------- | ---------- | ------------- | --------------- | ------- | -------------------- | ------------------------------------ |
| Allium acutiflorum     | 4                 | collinare                   | Ca – Si    | neutro        | medio           | bagnato | C2                   | (Liguria)                            |
| Allium ampeloprasum    | 9                 | collinare                   | Ca – Si    | neutro        | medio           | umido   | B1 B2 B9             | BG VR BL                             |
| Allium angulosum       | 11                | montano collinare           | Ca - Si    | neutro        | alto            | umido   | F3                   | arco alpino centro-orientale         |
| Allium carinatum       | 9                 | montano collinare           | Ca - Ca/Si | basico        | basso           | umido   | F2                   | tutto l'arco alpino (escl. CN BL)    |
| Allium cepa            |                   | montano collinare           | Ca - Ca/Si | basico        | medio           | umido   | B9                   | (Piemonte) UD                        |
| Allium ericetorum      | 9                 | subalpino montano collinare | Ca         | basico        | basso           | secco   | C2 C3 F2 F5          | CO BG BS BL UD                       |
| Allium fistulosum      |                   | montano collinare           | Ca - Si    | basico        | medio           | umido   | B9                   | tutto l'arco alpino                  |
| Allium flavum          | 9                 | montano collinare           | Ca         | basico        | basso           | bagnato | F2                   | (Liguria, Piemonte?)                 |
| Allium insubricum      | 10                | subalpino montano           | Ca         | basico        | basso           | secco   | C2 C3 F5             | CO BG BS                             |
| Allium lusitanicum     | 9                 | subalpino montano collinare | Ca – Si    | basico neutro | basso           | arido   | C1 C2 F2             | tutto l'arco alpino                  |
| Allium moschatum       | 9                 | collinare                   | Ca         | basico        | basso           | arido   | F2 G1 G3             | (Piemonte?)                          |
| Allium narcissiflorum  | 3                 | subalpino montano           | Ca         | basico        | basso           | medio   | C2 C3 F5             | TO CN                                |
| Allium neapolitanum    | 5                 | collinare                   | Ca – Si    | neutro        | medio           | secco   | B3                   | BG BS TN BZ                          |
| Allium oleraceum       | 9                 | subalpino montano collinare | Ca – Si    | neutro        | medio           | medio   | B1 C1 C2 F2 F3 F7 G4 | tutto l'arco alpino                  |
| Allium pallens         | 9                 | collinare                   | Ca – Si    | basico        | medio           | secco   | B1 F2 G3             | (Piemonte?) BL UD                    |
| Allium paniculatum     | 9                 | collinare                   | Ca – Si    | basico        | medio           | secco   | B1 F2 G3             | CN TO CO TN UD                       |
| Allium porrum          |                   | collinare                   | Ca – Si    | basico        | alto            | medio   | B9                   | UD                                   |
| Allium roseum          | 9                 | collinare                   | Ca – Si    | basico        | basso           | arido   | B1                   | CN? (Lombardia) UD                   |
| Allium rotundum        | 2                 | collinare                   | Ca – Ca/Si | basico        | medio           | secco   | B1 F2                | BG                                   |
| Allium sativum         |                   | montano collinare           | Ca – Si    | basico        | medio           | medio   | B9                   | (Piemonte) UD                        |
| Allium schoenoprasum   | 7                 | alpino subalpino            | Ca – Si    | neutro        | medio           | umido   | F2 F3 F4 D1 E1 F3 F5 | tutto l'arco alpino                  |
| Allium scorodoprasum   | 5                 | collinare                   | Ca – Si    | neutro        | alto            | medio   | B1 B2 B3 G4 I2       | CN TO CO BG BL                       |
| Allium sphaerocephalon | 9                 | montano collinare           | Ca – Si    | neutro        | basso           | arido   | C1 C2 F3 G3          | tutto l'arco alpino                  |
| Allium strictum        | 9                 | subalpino montano           | Ca – Si    | basico        | basso           | arido   | C1 C2 F2             | CN AO BZ                             |
| Allium suaveolens      | 11                | collinare                   | Ca – Ca/Si | basico        | basso           | umido   | F3                   | UD                                   |
| Allium ursinum         | 14                | montano collinare           | Ca – Si    | basico        | alto            | umido   | C3 I2 I3             | tutto l'arco alpino (escl. SO)       |
| Allium victorialis     | 11                | alpino subalpino            | Ca – Si    | neutro        | medio           | medio   | F5 G2                | tutto l'arco alpino (escl. VC NO VA) |
| Allium vineale         | 2                 | montano collinare           | Ca – Si    | neutro        | alto            | secco   | B1 B2                | tutto l'arco alpino                  |

Legenda e note alla tabella.

Per il “substrato” con “Ca/Si” si intendono rocce di carattere intermedio (calcari silicei e simili); vengono prese in considerazione solo le zone alpine del territorio italiano (sono indicate le sigle delle province).
Comunità vegetali:
2   = comunità terofiche pioniere nitrofile
3   = comunità delle fessure, delle rupi e dei ghiaioni
4   = comunità pioniere a terofite e succulente
5   = comunità perenni nitrofile
7   = comunità delle paludi e delle sorgenti
9   = comunità a emicriptofite e camefite delle praterie rase magre secche
10  = comunità delle praterie rase dei piani subalpino e alpino con dominanza di emicriptofite
11  = comunità delle macro- e megaforbie terrestri
14  = comunità forestali
Ambienti:
B1 = campi, colture e incolti
B2 = ambienti ruderali, scarpate
B3 = siepi e margini dei boschi
B9 = coltivi umani
C1 = ambienti sabbiosi, affioramenti rocciosi
C2 = rupi, muri e ripari sotto roccia
C3 = ghiaioni, morene e pietraie
D1 = sorgenti e cadute d'acqua
E1 = paludi e torbiere basse
F2 = praterie rase, prati e pascoli dal piano collinare al subalpino
F3 = prati e pascoli mesofili e igrofili
F4 = prati e praterie magre rase
F5 = praterie rase subalpine e alpine
F7 = margini erbacei dei boschi
G2 = praterie rase dal piano collinare a quello alpino
G3 = macchie bassa
G4 = arbusteti e margini dei boschi
I2 = boschi di latifoglie
I3 = querceti submediterranei